# Публий Салвий Юлиан (консул 175 г.)
Публий Салвий Юлиан (на латински: Publius Salvius Iulianus; † 182) e политик и сенатор на Римската империя през 2 век.

## Биография
Юлиан е син на Публий Салвий Юлиан (юрист и консул 148 г.).
През 175 г. Юлиан е консул заедно с Луций Калпурний Пизон. През 180 г. той е легат Augusti pro praetore на непозната провинция.